# Trilokaal
Trilokaal is een lokale partij in de Nederlandse fusiegemeente Teylingen die per 1 januari 2006 is ontstaan uit de voormalige gemeenten Sassenheim, Voorhout en Warmond. Trilokaal is ontstaan na besprekingen tussen de lokale partijen Voorhouts Belang (voorheen Gemeentebelangen) (Voorhout) en Warmond @nders (Warmond) met een afsplitsing van de Sassenheimse tak van de VVD.   
Bij de gemeenteraadsverkiezingen van 2018 behaalde Trilokaal vijf zetels. Ze trad toe tot het college van Burgemeester en Wethouders, samen met de VVD en D66. Lijsttrekker Rob ten Boden werd wethouder, maar stopte daarmee in 2019. Bij de verkiezingen erna, in 2022, kreeg de partij vier zetels. Een afsplitsing, Progressief Teylingen, behaalde ook een zetel.